# Sissa (Italie)
Pour les articles homonymes, voir Sissa.
Sissa est une ancienne commune devenue une frazione de la province de Parme dans la région Émilie-Romagne en Italie. Le 1er janvier 2014 la commune est intégrée à Sissa Trecasali à la suite du regroupement des communes de Sissa, siège de la nouvelle commune et Trecasali. 

## Géographie
Sissa est située entre deux cours d'eau : le fleuve Pô (Bassa padana) et la rivière Taro (Bassa parmense) ; elle occupe une surface d'environ 45 km2.

## Économie
La zone de Sissa produit la “spalla cruda di Sissa / Palasone” (épaule crue). Le port touristique de Torricella à côté du centre de la ville permet, en période estivale grâce à la “diligence de l'eau” d'aller de Sissa à Polesine Parmense.

## Monuments et patrimoine
- Un château-fort constitué de deux parties : la tour, typique du XVe siècle et le palais qui remonte à 1700. Actuellement le château fort est le siège de la mairie. Dans la partie supérieure de la tour on peut trouver une ancienne et curieuse horloge du XVIe siècle. Dans la tour on peut noter la présence de merveilleuses fresques, en parfait état, signées Giovanni Bolla et Sebastiano Galeotti. À l'étage supérieur sont par exemple représentés Charles Quint, Marie Louise et Napoléon Ier,
- Bois de Marie-Louise d'une surface d'environ 4 kilomètres2.

## Administration
| Période                                  | Période  | Identité      | Étiquette     | Qualité |
| ---------------------------------------- | -------- | ------------- | ------------- | ------- |
| 13/06/2004                               | En cours | Angela Fornia | Liste Civique | maire   |
| Les données manquantes sont à compléter. |          |               |               |         |

### Hameaux
Borghetta, Borgonovo, Casalfoschino, Coltaro, Gramignazzo, Palasone, San Nazzaro, Torricella

### Communes limitrophes
Colorno, Gussola, Martignana di Po, Roccabianca, San Secondo Parmense, Torricella del Pizzo, Torrile, Trecasali

## Personnalités liées à Sissa
- En 1803 naissance de Francesco Scaramuzza, illustrateur de la Divine Comédie de Dante, il mit 50 ans à réaliser 243 illustrations.